# Cristian Mungiu
Cristian Mungiu (IPA: [kristiˈan munˈd͡ʒi.u]) (Iași, 27 aprile 1968) è un regista, sceneggiatore e produttore cinematografico romeno.

## Biografia
Appartenente a quella che viene definita la generazione "postdicembrista", cioè a quella categoria di uomini di cultura rumeni formatasi successivamente alla rivoluzione rumena, Mungiu, dopo aver studiato Letteratura inglese all'Università di Iași lavora per alcuni anni come giornalista e come insegnante. Nel 1998 ha ultimato l'Accademia di Teatro e Film di Bucarest specializzandosi in regia ed incomincia a collaborare per alcuni film come aiuto regista come Train de vie - Un treno per vivere del 1998 del regista Radu Mihăileanu.
In seguito lavora ad alcuni cortometraggi propri che sottolineano le sue ottime caratteristiche di regista e che gli permettono anche di vincere alcuni premi come con Zapping del 2000 (Miglior regista al Festival di Dakino). Nel 2002 il suo lungometraggio Occident ha vinto premi in molti festival di cinematografia europei e viene presentato al Quinzaine des Réalisateurs del Festival di Cannes. Nel 2007 vince la Palma d'oro al Festival di Cannes per il suo secondo lungometraggio 4 mesi, 3 settimane, 2 giorni, il premio più prestigioso che ha ricevuto finora.

## Filmografia

### Regista e sceneggiatore
- Mariana – cortometraggio (1998)
- Nici o întâmplare – cortometraggio (1999)
- Mâna lui Paulista – cortometraggio (1999)
- Zapping – cortometraggio (2000)
- Corul pompierilor – cortometraggio (2000)
- Occident (2002)
- Turkey Girl, episodio di Lost and Found (2005)
- 4 mesi, 3 settimane, 2 giorni (4 luni, 3 săptămâni și 2 zile) (2007)
- Racconti dell'età dell'oro (Amintiri din epoca de aur) (2009)
- Oltre le colline (Dupa dealuri) (2012)
- Un padre, una figlia (Bacalaureat) (2016)
- Animali selvatici (R.M.N.) (2022)

### Produttore
- 4 mesi, 3 settimane, 2 giorni (4 luni, 3 săptămâni și 2 zile) (2007)
- Racconti dell'età dell'oro (Amintiri din epoca de aur) (2009)
- Oltre le colline (Dupa dealuri) (2012)
- Un padre, una figlia (Bacalaureat) (2016)
- 6.9 pe scara Richter, regia di Nae Caranfil (2016)
- Lemonade, regia di Ioana Uricaru (2018)
- I fratelli Sisters (The Sisters Brothers), regia di Jacques Audiard (2018) - produttore associato
- Il padre che smuove le montagne (Tata mută munții), regia di Daniel Sandu (2021)
- La civil, regia di Teodora Mihai (2021) - co-produttore
- R.M.N. (2022)

### Aiuto regista
- Train de vie - Un treno per vivere (Train de vie), regia di Radu Mihăileanu (1998)